# International orden
|  | Sammenskrivningsforslag Artiklen International orden er foreslået føjet ind i Folkeret. (Siden marts 2024) Diskutér forslaget Kort begrundelse: Artiklen "International orden" ser ud til at beskrive, eller at være påfaldende nært beslægtet med, det samme tema. |

Indenfor internationale relationer refererer international orden eller verdensorden til et sæt globale, regelbaserede, strukturerede relationer mellem aktører på internationalt plan.

## Definition
David Lake, Lisa Martin og Thomas Risse definerer "orden" som "mønstrede eller strukturerede relationer mellem enheder".
Michael Barnett definerer en international orden som "mønstre for at forholde sig og handle" afledt af og vedligeholdt af regler, institutioner, lovgivning og normer. International orden har både en materiel og social komponent. Legitimitet (den generelle opfattelse af, at handlinger er ønskværdige, korrekte eller passende) er afgørende for politiske orden. George Lawson har defineret en international orden som "regulariseret praksis for udveksling blandt diskrete politiske enheder, der anerkender hinanden for at være uafhængige". John Mearsheimer definerer en international orden "en organiseret gruppe af internationale institutioner, der hjælper med at styre interaktionerne mellem medlemsstater".
I After Victory (2001) definerer John Ikenberry en politisk orden som "de styrende ordninger blandt en gruppe af stater, herunder dens grundlæggende regler, principper og institutioner."
De Forenede Nationer er blevet karakteriseret som en proxy for, hvordan stater generelt opfatter den internationale orden.
Jeff Colgan har karakteriseret international orden som omfattende flere delsystemer. Disse delsystemer kan opleve drastiske ændringer uden at ændre den internationale orden fundamentalt.

## Liberal international orden
Den liberale internationale orden (LIO) beskriver et sæt globale, regelbaserede, strukturerede relationer baseret på politisk liberalisme, økonomisk liberalisme og liberal internationalisme siden slutningen af 1940'erne. Mere specifikt indebærer den liberale internationale orden et internationale samarbejde gennem multilaterale institutioner (som De Forenede Nationer, Verdenshandelsorganisationen og Den Internationale Valutafond). Den liberale internationale orden udgøres af menneskelig lighed (frihed, retsstatsprincipper og menneskerettigheder), åbne markeder, kollektiv sikkerhed - og fremmer liberalt demokrati og monetært samarbejde. Ordenen blev etableret i kølvandet på Anden Verdenskrig, ledet i vid udstrækning af USA.
Naturen af den liberale internationale orden, såvel som dens eksistens, er blevet diskuteret af forskere. LIO er blevet krediteret for at udvide frihandel, øge kapitalmobilitet, udbrede demokrati, fremme menneskerettigheder og i fællesskab forsvare Vesten fra Sovjetunionen. LIO lettede et hidtil uset samarbejde mellem staterne i Nordamerika, Vesteuropa og Japan. Over tid lettede LIO udbredelsen af økonomisk liberalisme til resten af verden, samt hjalp med at konsolidere demokratiet i tidligere fascistiske eller kommunistiske lande.
Oprindelsen af LIO er almindeligvis blevet identificeret som 1940'erne, normalt begyndende i 1945. John Mearsheimer har afvist dette synspunkt og hævder, at LIO først opstod efter afslutningen af den kolde krig. Grundlæggende medlemmer af LIO omfatter staterne Nordamerika, Vesteuropa og Japan; disse stater danner et sikkerhedsfællesskab. LIO'ens egenskaber har varieret over tid. Nogle forskere henviser til en koldkrigsvariation af LIO og en variant efter den kolde krig. Den kolde krigs variation var primært begrænset til Vesten og indebar svage globale institutioner, hvorimod variationen efter den kolde krig var verdensomspændende og indebar globale institutioner med "påtrængende" beføjelser.
Aspekter af LIO udfordres internt i liberale stater af populisme, protektionisme og nationalisme. Forskere har hævdet, at indlejret liberalisme (eller logikken i den dobbelte bevægelse) er nøglen til at opretholde offentlig støtte til LIO's planker; nogle forskere har rejst spørgsmål om, hvorvidt aspekter af indlejret liberalisme er blevet undermineret, hvilket har ført til et tilbageslag mod LIO.
Udadtil er LIO udfordret af autoritære stater, illiberale stater og stater, der er utilfredse med deres roller i verdenspolitik. Kina og Rusland er blevet karakteriseret som fremtrædende udfordrere til LIO. Nogle forskere har hævdet, at LIO indeholder selvunderminerende aspekter, der kan udløse tilbageslag eller kollaps.